# Marco Modugno
Marco Modugno (Roma, 18 agosto 1958) è un regista e sceneggiatore italiano.

## Biografia
Marco Modugno, nato a Roma il 18 agosto 1958, è figlio del celebre cantante e attore Domenico Modugno e dell'attrice Franca Gandolfi.
Nel 1979, a soli 21 anni, ha diretto e interpretato il suo primo lungometraggio, Bambulè, di cui ha anche scritto soggetto, sceneggiatura e colonna sonora.  Nel film hanno recitato anche i suoi fratelli Marcello e Massimo.
Nel 1987 ha scritto il soggetto e la sceneggiatura del film Soldati - 365 all' alba, regia di Marco Risi. Nel 1988 ha scritto il soggetto del film Voglia di rock diretto da Massimo Costa.
Nel 1993 ha scritto e diretto il film Briganti - Amore e libertà.

## Filmografia

### Regia, soggetto e sceneggiatore
- Bambulè (1979)
- Briganti - Amore e libertà (1993)

### Soggetto e sceneggiatore
- Soldati - 365 all' alba, regia di Marco Risi (1987)

### Soggetto
- Voglia di rock, regia di Massimo Costa (1988)

### Attore
- Gran bollito, regia di Mauro Bolognini (1977)
- I problemi di Don Isidro episodio 4° Problema: Hotel du Paradis (1978) - serie TV
- Bambulè (1979)